# Acacia fallax
Acacia fallax é uma espécie de leguminosa do gênero Acacia, pertencente à família Fabaceae.